# 沃舒拉格灣
77°22′S 166°25′E / 77.367°S 166.417°E
沃舒拉格灣是南極洲的海灣，位於羅斯島西部，處於哈里森海崖和羅德斯角之間，以史丹福大學命名，該海灣現時由南極條約體系管理。